# Carl Schweninger der Jüngere
Carl Schweninger der Jüngere (* 17. Mai 1854 in Wien; † 27. Dezember 1912 ebenda) war ein österreichischer Maler.

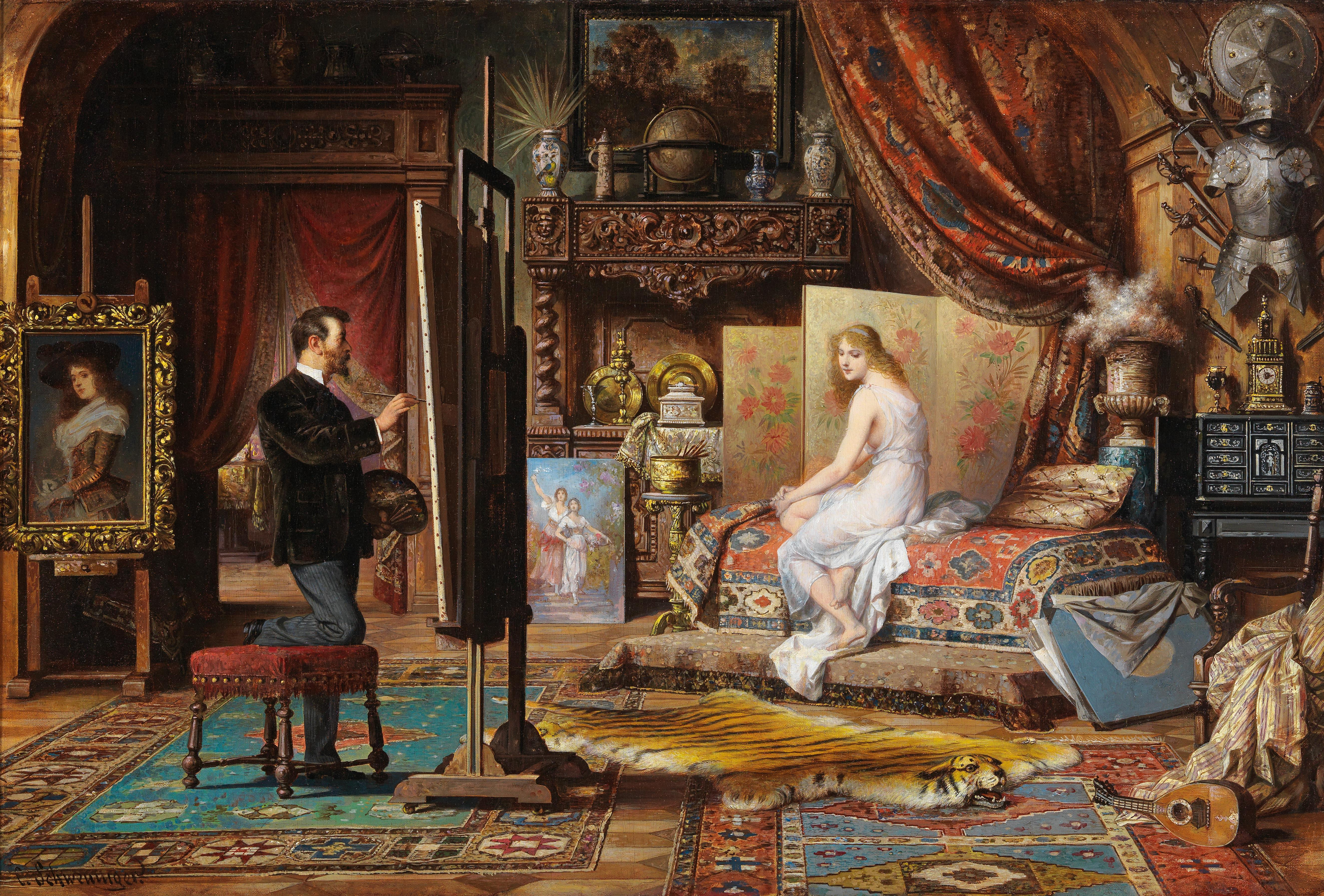
Carl Schweninger der Jüngere: Der Maler und sein Modell

## Leben
Schweninger entstammte einer Wiener Künstlerfamilie, er ist der Sohn des Malers Carl Schweninger des Älteren (1818–1887) und der Bruder der Malerin Rosa Schweninger (1848–1918). Er lernte Malerei zuerst bei seinem Vater, studierte von 1871 bis 1873 bei Karl Mayer an der Allgemeinen Malerschule der Akademie der bildenden Künste Wien. Nach dem beendeten Studium begab er sich auf eine Reise nach Deutschland, wo er auch an der Akademie der Bildenden Künste München sein Studium fortsetzte.
1883 stellte er sein Werk „Der Taschenspieler“ auf der Internationalen Kunstausstellung im Münchener Glaspalast aus.
Carl Schweninger malte hauptsächlich Rokoko-Genreszenen. Viele seiner Bilder wurden in Zeitschriften, wie Die Gartenlaube, Ueber Land und Meer und Moderne Kunst veröffentlicht. Er beschäftigte sich auch mit Skulpturen.
Schweninger schuf auch Illustrationen zu den Poesien deutscher Dichter, wie Ferdinand Freiligraths O lieb’ so lang Du lieben kannst und Joseph Victor von Scheffels Der Trompeter von Säckingen.

## Galerie

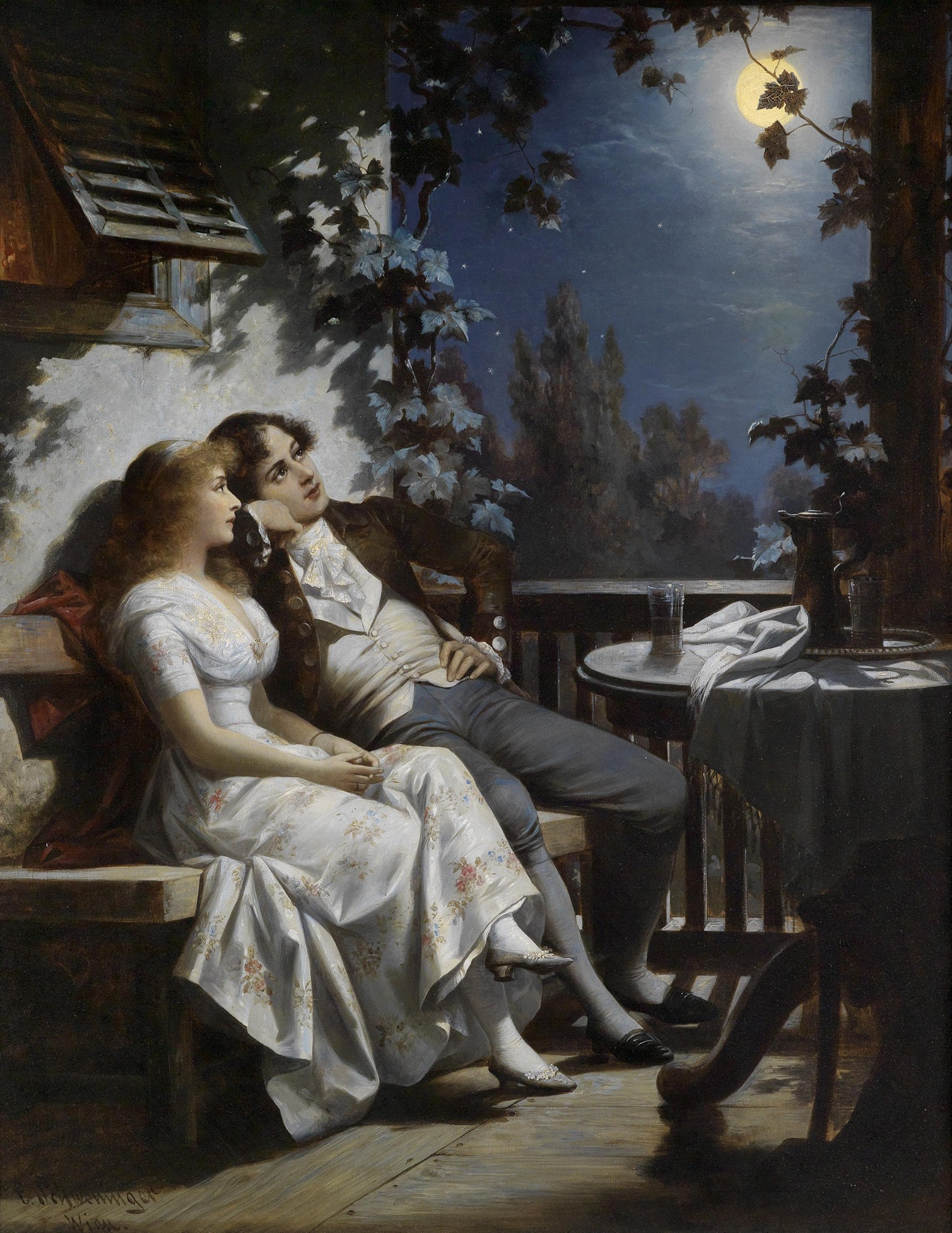
Liebespaar im Mondschein
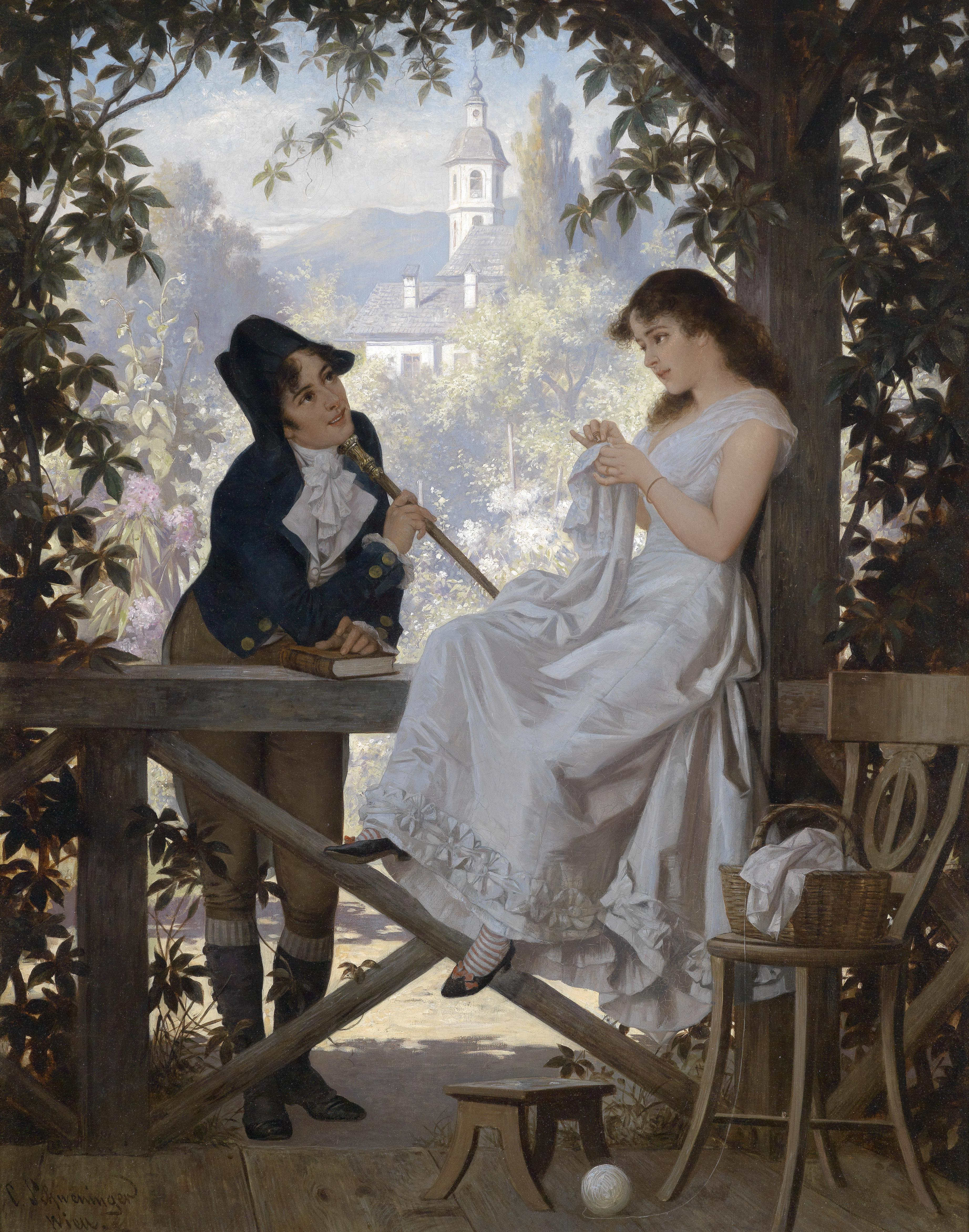
Das Stelldichein
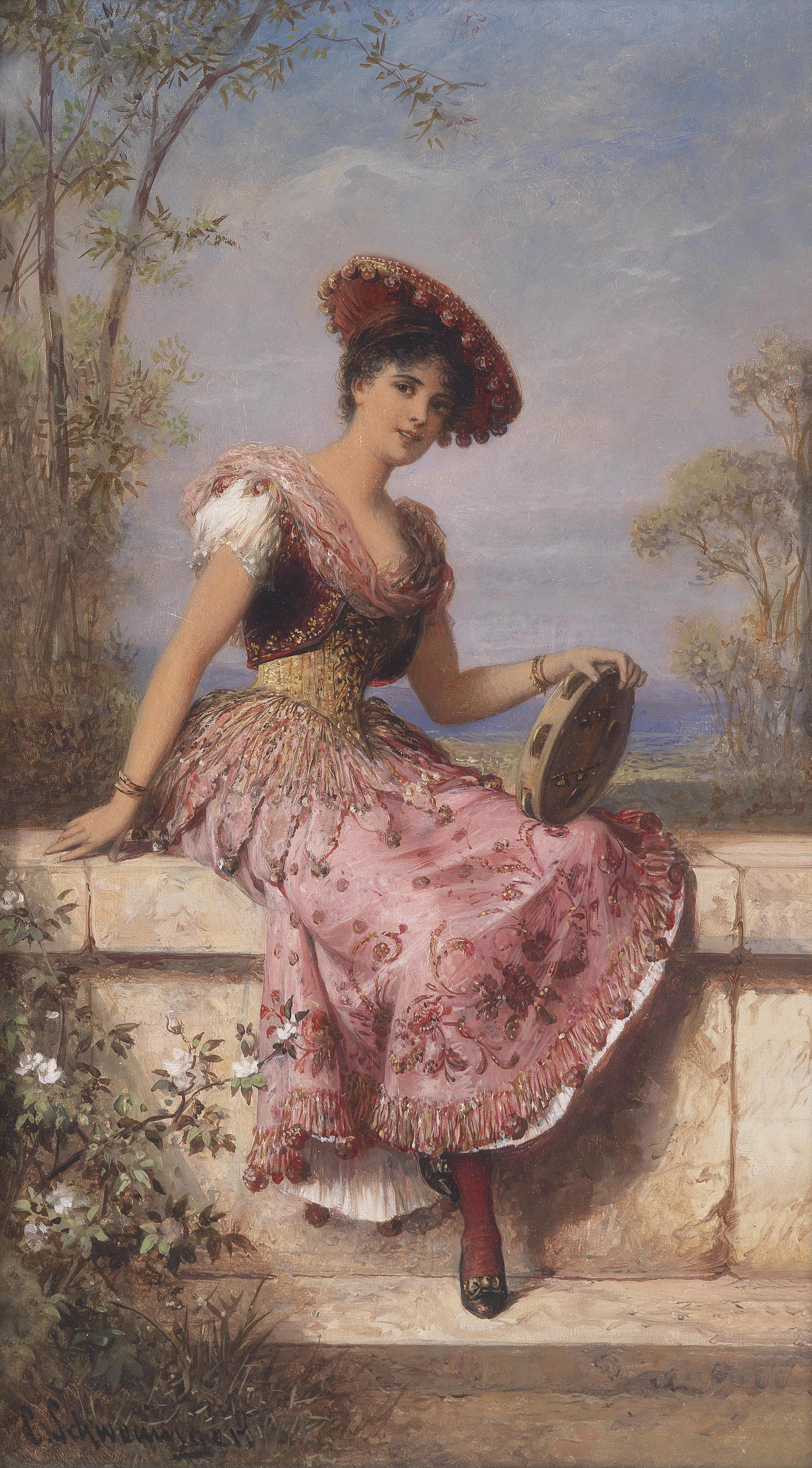
Junge Tamburinspielerin
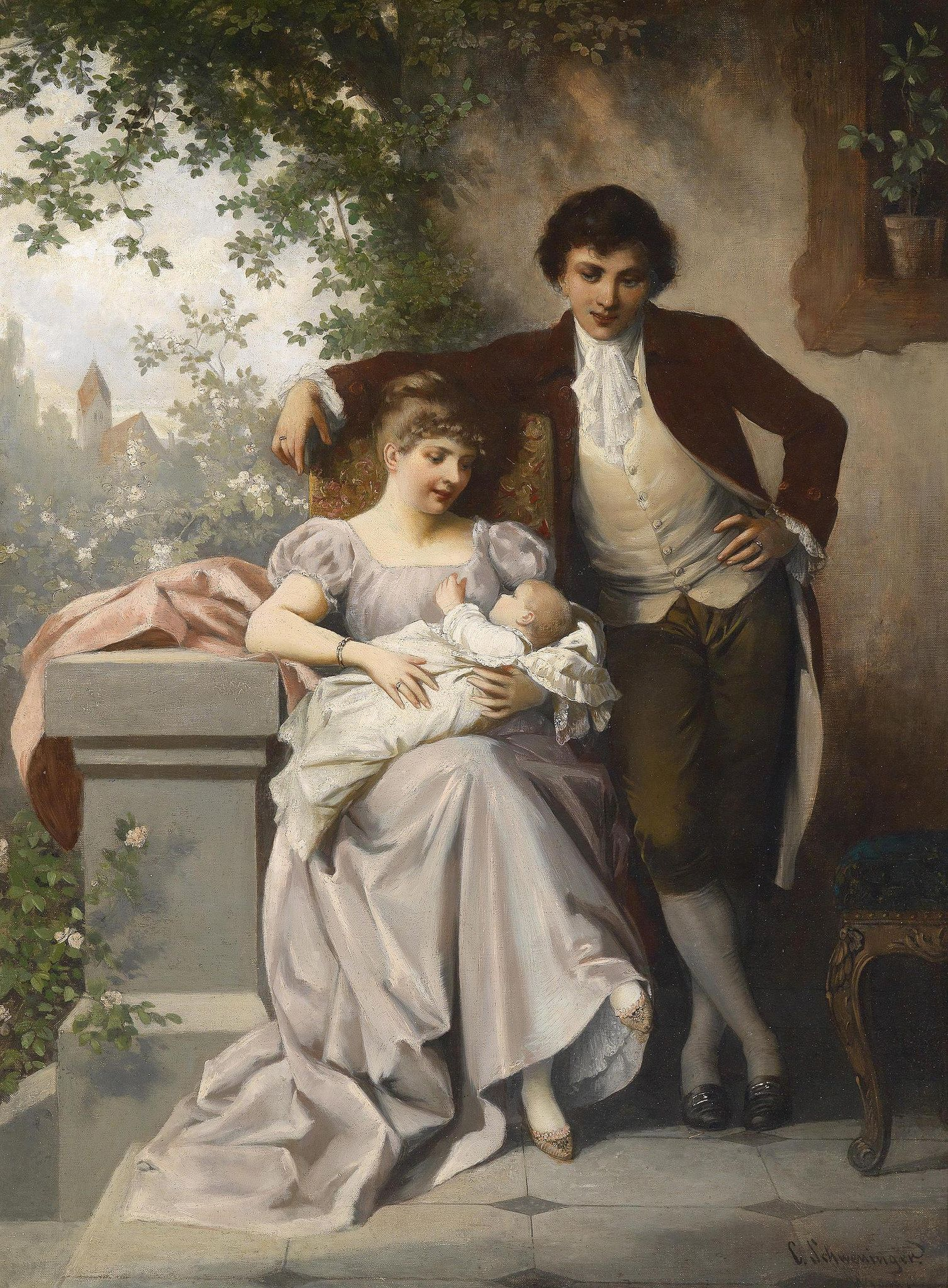
Mutterglück
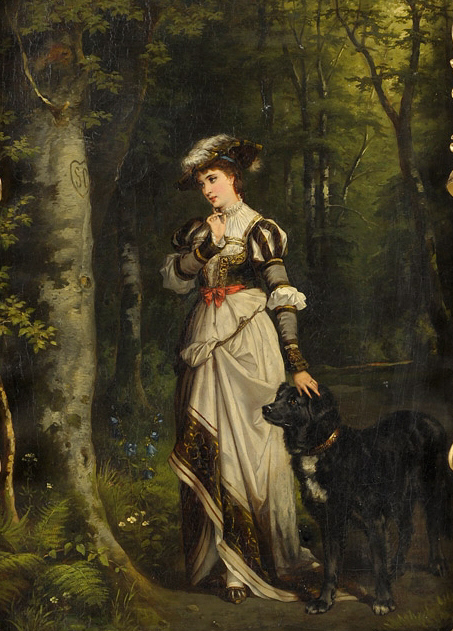
Für immer vereint
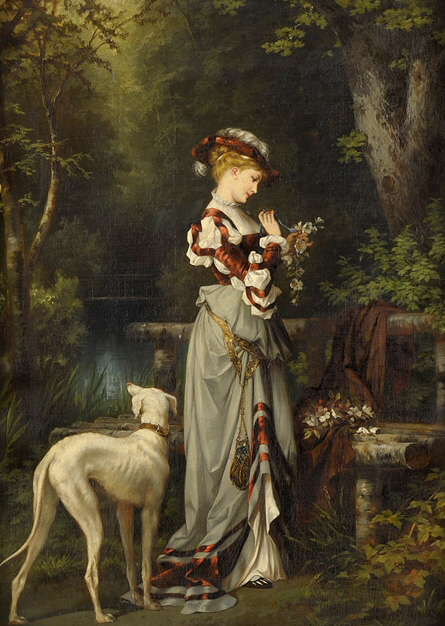
Er liebt mich er liebt mich nicht
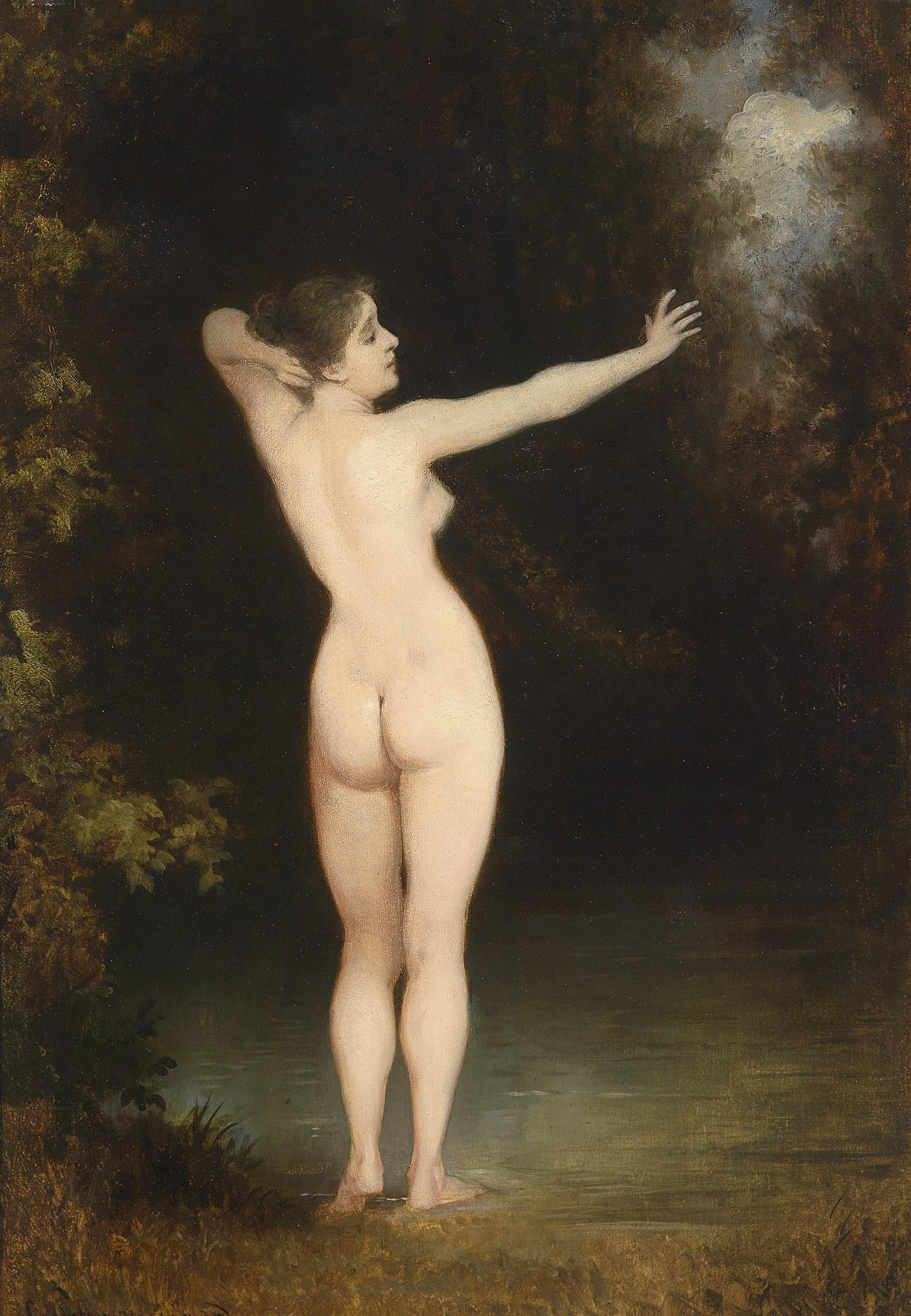
Stehender Frauenakt